# Meyer (terningspil)
 For alternative betydninger, se Meyer. (Se også artikler, som begynder med Meyer)
Meyer eller Majer er et terningspil, som spilles af to eller flere spillere med to terninger og et raflebæger.

## Regler
Hver spiller har fra starten et aftalt antal liv, fx 6. Antal liv kan fx angives af en ekstra terning foran hver spiller.
Første spiller kaster terningerne, men skjuler kastet for de øvrige spillere. Han erklærer derefter, hvad han har slået, idet det dog er tilladt at lyve (bluffe). Slagenes værdier ordnes som følger:
- Meyer, dvs. en 1'er og en 2'er, som er det bedste slag
- Lille Meyer, dvs. en 3'er og en 1'er
- Par seks
- Par fem
- Par et
- 65 ("fem-og-tres") dvs. en 6'er og en 5'er
- 32 som er fællesskål

Slås fx en 4'er og en 5'er, betegnes slaget altså 54 (da dette er større og dermed bedre end 45). Spiller man ikke med Lille Meyer er 31 det dårligste slag. Evt. kan det spilles med at man selv bestemmer hvilken terning der kommer først(4 og 5 kan altså både være 45 og 54). 
Næste spiller har nu valget mellem at tro på eller ikke at tro på den forrige spiller.
- Hvis han vælger at tro på den forrige spiller, skal han slå terningerne om, uden at se hvad den forrige slog. Han skal herefter erklære sit slag for den næste spiller, men skal erklære mindst det samme som den forrige, og kan altså blive nødt til at lyve.

Der kan eventuelt spilles med, at slåeren har mulighed for at bruge to slag til at slå mindst det samme som den forrige. Hvis slåeren gør brug af det andet slag, vil han dog, i modsætning til første slag, ikke få lov til at se, hvad han selv har slået. Derfor vil han efter andet slag typisk erklære mindst det samme og dermed blot håbe på det bedste. Hvis man slår en Meyer kan man ikke vinde ved at slå det samme.
- Hvis han vælger ikke at tro den forrige spiller, skal han løfte raflebægeret, så alle kan se, hvad terningerne viste. Hvis den forrige spiller løj, mister denne et liv. Hvis ikke, mister den spiller der valgte at løfte et liv. I begge tilfælde skal spilleren som løftede kaste terningerne igen, og skal nu ikke overgå noget med sin erklæring.

Ofte spilles der med, at man mister to liv i stedet for ét, når der løftes efter der er erklæret Meyer. 
Spillet fortsætter til kun én spiller har flere liv, eller evt. blot til én spiller har mistet alle sine liv.

## Strategi
Selvom man slår et bedre slag end man behøver, kan man vælge at lyve, hvis man stoler på, at den næste ikke vil kigge. Det er værd at vide, at sandsynligheden for at slå mindst 62 (med Lille Meyer) eller 61 (uden Lille Meyer) er 50%. Med Lille Meyer er sandsynligheden for at slå minimum følgende slag:
- Meyer 5,6%
- Lille Meyer 11,1%
- Par seks 13,9%
- Par fem 16,7%
- Par fire 19,4%
- Par tre 22,2%
- Par to 25%
- Par et 27,8%
- 65 33,3%
- 64 38,9%
- 63 44,4%
- 62 50%
- 61 55,6%
- 54 61,1%
- 53 66,7%
- 52 72,2%
- 51 77,8%
- 43 83,3%
- 42 88,9%
- 41 94,4%
- 32 100%

## Mia
På engelsk kaldes spillet Mia. Ifølge den engelsksprogede Wikipedia, en:Mia (game), skal man altid overgå den forrige spiller; det er ikke nok at slå det samme. Til gengæld har man en tredje valgmulighed:
- Hvad enten man tror den forrige spiller eller ej, kan man sende hans slag videre til den næste spiller uden at kigge. Man overtager så ansvaret for slaget. Hvis den næste spiller løfter og slaget ikke lever op til erklæringen, er det sidste spiller som sendte slaget videre som mister et liv.

Der spilles ikke med Lille Meyer, og rækkefølgen af parrene kan være omvendt, så par ét er det næstbedste slag. Endvidere kan man spille med, at slagene fra 65 ned til 31 blot gengives som et antal øjne:
- 11 øjne (altså 65)
- 10 øjne (64)
- 9 øjne (63 eller 54)
- 8 øjne (62 eller 53)
- 4 øjne (31)

| Spil | Spire Denne artikel om spil eller lege er en spire som bør udbygges. Du er velkommen til at hjælpe Wikipedia ved at udvide den. |